# Florence Yoch
Florence Yoch (née le 15 juillet 1890 et décédée le 31 janvier 1972 à Carmel, Californie) est une paysagiste américaine, particulièrement active dans les années 1920-1930.

## Biographie
Associée à sa compagne Lucile Council de 1920 à 1970, elle projette et réalise plus de 250 jardins et 5 décors de films, depuis les grands parcs résidentiels de Pasadena à de petits carrés privés à Carmel, ou encore des palaces d'Hollywood.
Pour les films de Jack Warner et de George Cukor, elle réalise le jardin des Capulets dans Roméo et Juliette et le jardin du domaine de Tara, pour le film Autant en emporte le vent (Gone with the Wind) en 1939.
Admirative de grands jardins classiques d'Europe, elle adopte leur formalité au climat et mode de vie de la Californie.
Grande voyageuse, elle séjourne en Afrique pour Le Jardin d'Allah (The Garden of Allah, 1936), visite la Géorgie pour Autant en emporte le vent (Gone with the Wind), transforme les pentes de la San Fernando Valley en rizières pour The Good Earth (1937), et fait fleurir 10 000 narcisses pour le héros de How Green Was My Valley (1941).
Avec Lucile Council, elles travaillent avec les meilleurs architectes de leur temps, Roland Coate, Myron Hunt, Reginald Johnson, Wallace Neff et Gordon Kaufman.
A Los Angeles, elle réalise les toits-terrasses pour the Women's Athletic Club et le jardin du temple grec pour Dorothy Arzner, qui l'introduit dans l'industrie du film.

## Ouvrages de références
- James J. Yoch. Landscaping The American Dream: The Gardens & Film Sets of Florence Yoch. Harry Abrams Inc, 1989,  (ISBN 0810912732).